# Giacomo Berlato
Pour les articles homonymes, voir Berlato.
Giacomo Berlato (né le 5 février 1992 à Schio en Vénétie) est un coureur cycliste italien.

## Biographie
Giacomo Berlato naît le 5 février 1992 à Schio dans la province de Vicence en Vénétie en Italie. Sa sœur Elena est également cycliste professionnelle.
En 2011, il court pour l'équipe Mantovani Cicli Fontana.
Il entre en 2012 dans l'équipe Zalf Euromobil, qui devient Zalf Euromobil Désirée Fior en 2013.

## Palmarès et résultats

### Palmarès par année
- 2007
  - 2e du championnat d'Italie de poursuite par équipes U17
- 2009
  - 2e du Gran Premio dell'Arno
  - 3e du Tre Ciclistica Bresciana
- 2010
  - Brescia-Monte Magno
  - 2e étape du Giro della Lunigiana
  - 2e du Gran Premio dell'Arno
  - 3e du Giro della Lunigiana
- 2013
  - 1re étape du Giro Pesche Nettarine di Romagna
  - 2e de Bassano-Monte Grappa
  - 3e du Gran Premio della Lessinia
- 2014
  - Mémorial Benfenati
  - Coppa Cicogna
  - Trophée de la ville de San Vendemiano
  - Gran Premio Madonna del Carmine
  - Ruota d'Oro
  - 3e du Grand Prix San Giuseppe
  - 3e du Piccola Sanremo

### Résultats sur les grands tours

#### Tour d'Italie
2 participations
- 2015 : 101e
- 2016 : abandon (14e étape)

### Classements mondiaux
| Année           | 2013 | 2014 |
| --------------- | ---- | ---- |
| UCI Europe Tour | 719e | 162e |